# Яков (віршописець)
Яков — невідомий докладніше український віршописець кінця XVII — початку XVIII століть, автор набожних пісень.
Яков одним з перших в українській літературі застосував акростихове закріплення авторства. Застосувати цей поширений на той час у Західній Європі прийом, як вважається, його могла надихнути велика популярність в Україні набожних пісень. Першим акростихом його авторства є молитовна пісня до Богородиці «Яко богомъ предизбранную» з Зарваницького співаника. Найвідоміших акростихом його авторства є «Избранная естесь, Панно …» зі збірки професора Калужняцького. Припускається, що Яков написав й інші пісні молитовного характеру на честь Богородиці.